# Tempest (jeu vidéo)
Pour l’article homonyme, voir Tempest.
Tempest est un jeu vidéo développé par la société américaine Atari Inc., sorti en 1981 sur borne d'arcade. Il a été conçu et programmé par Dave Theurer (en), l'auteur de Missile Command et de I, Robot.
Tempest est un tube shooter, un type de jeu de tir à perspective 3D dans lequel les ennemis arrivent du centre de l'image et peuvent être ciblés à 360° en suivant une trajectoire circulaire autour d'eux. Le jeu affiche des graphismes vectoriels en couleur. C'est un classique de l'âge d'or du jeu d'arcade. Il a connu un important succès commercial avec près de 30 000 unités produites. Les ordinateurs Amstrad CPC, Atari ST et ZX Spectrum ont accueilli une adaptation en 1987 et le jeu original a été réédité sur des plates-formes plus récentes à travers des compilations. Le jeu est proposé depuis décembre 2007 sur Xbox Live Arcade.

## Système de jeu
Le joueur contrôle un vaisseau spatial en forme de griffe, accroché au bord d'un tunnel de l'espace composé de plusieurs segments. L'objectif étant de survivre le plus longtemps possible et de marquer autant de points que possible en détruisant les ennemis qui apparaissent au centre du tube. Le vaisseau peut tirer des coups rapide qui détruisent les ennemis d'un même segment et possède également un «Superzapper» qui peut éliminer tous les ennemis présents, une fois par niveau. Il existe plusieurs types d'ennemi aux comportements différents.

## La série
- Tempest (1981, arcade)
- Tempest 2000 (1994, Jaguar, Saturn et PC)
- Tempest X3 (1996, PlayStation)
- Tempest 3000 (en) (2000, Nuon)
- Tempest 4000 (2018, PlayStation 4, Xbox One et PC)